# Zonder titel (Berend Hendriks)
Aan de gevels van drie bouwblokken aan het Blomwijckerpad in Amsterdam Nieuw-West zijn bij oplevering drie titelloze reliëfs geplaatst. De drie hebben Bijbelse teksten gemeen, kennelijk een vraag van de opdrachtgever de christelijke woningbouwvereniging Patrimonium. De drie reliëfs vertonen behalve het gezamenlijke thema ook overeenkomsten in plaats, kleurvoering en stijl. Dat laatste geldt ook voor de woonblokken.  
Het reliëf op de hoek van het Blomwijckerpad 1 en Groenpad 1 was uitbesteed aan de kunstenaar Berend Hendriks. Hij liet zich inspireren door Psalm 128, een pelgrimslied. De verwijzing naar Psalm 128 staat onderaan de weergave, net als de naam van de woningbouwvereniging.
Het kreeg later titels toebedeeld als Figuren en vuur en “De gezegende man”. Het kunstwerk werd jarenlang abusievelijk toegeschreven aan Lex Horn; het wijkt echter voor wat betreft stijl af van diens werk, terwijl het juist overeenkomsten vertoont met andere werk van Hendriks.